# والینگفورد (آیووا)
والینگفورد (به انگلیسی: Wallingford) شهری در ایالت آیووا کشور ایالات متحده آمریکا است که جمعیت آن در سرشماری سال ۲۰۱۰ میلادی، ۱۹۷ نفر بوده‌است.

## نگارخانه

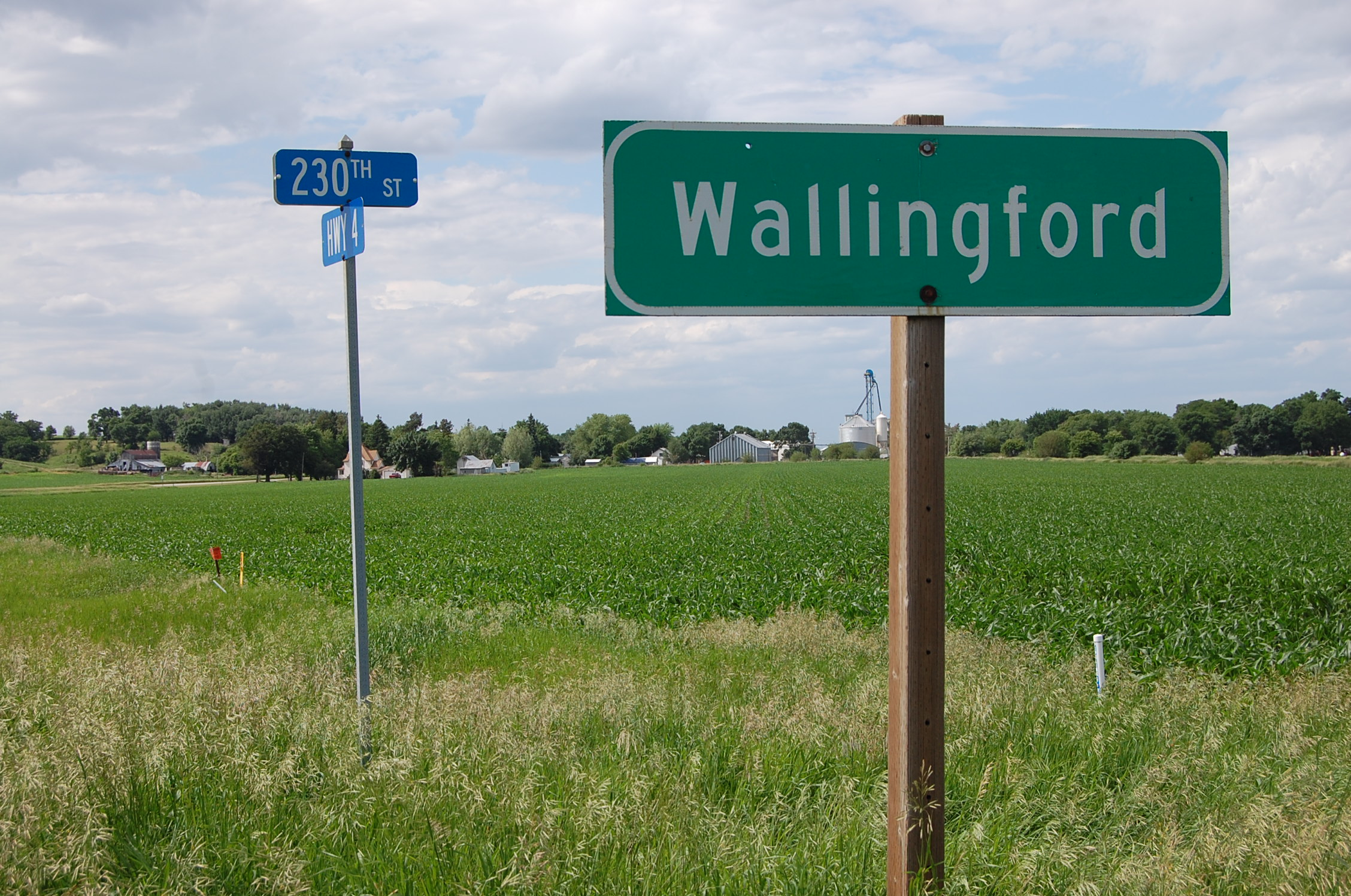
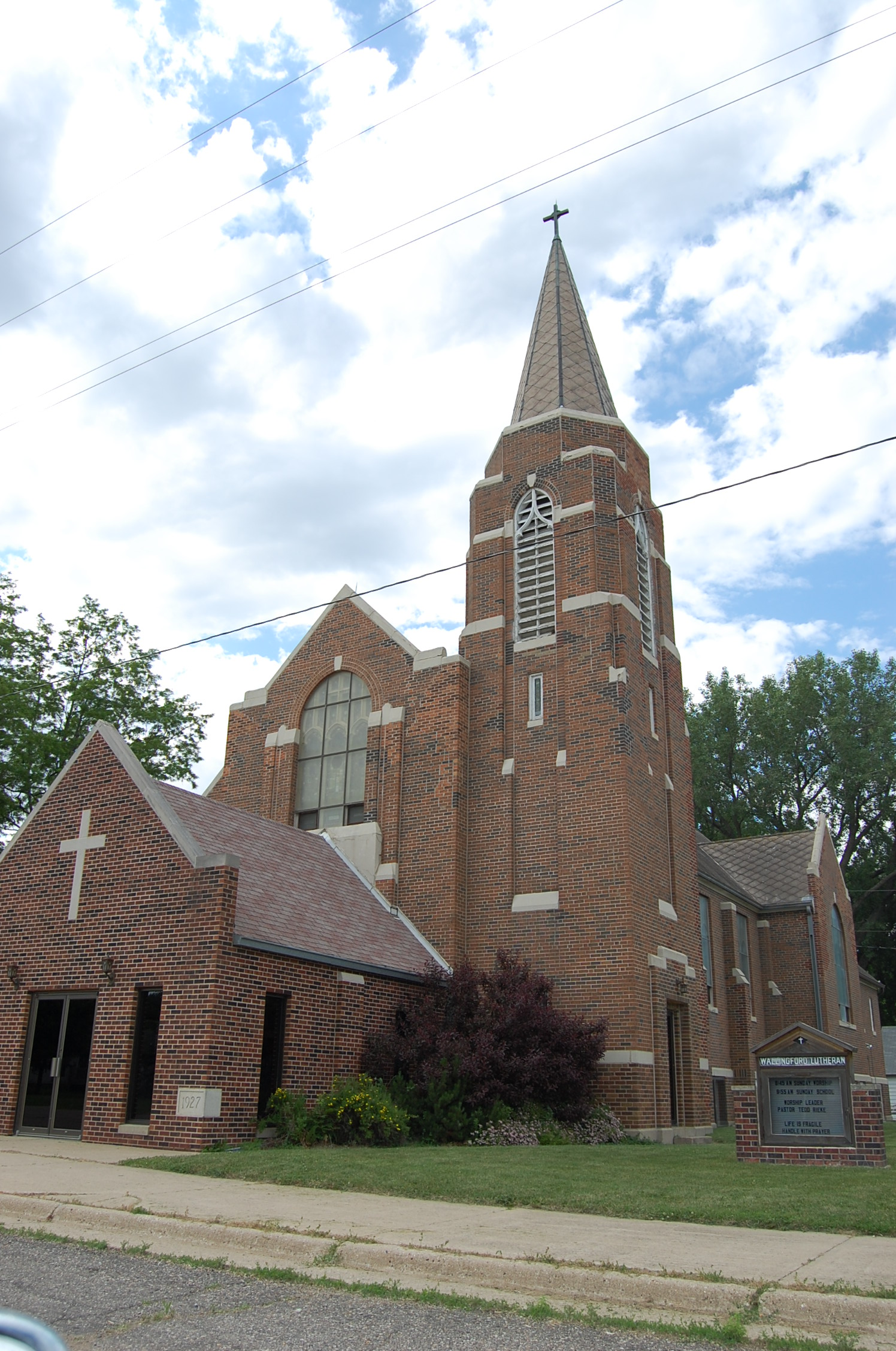
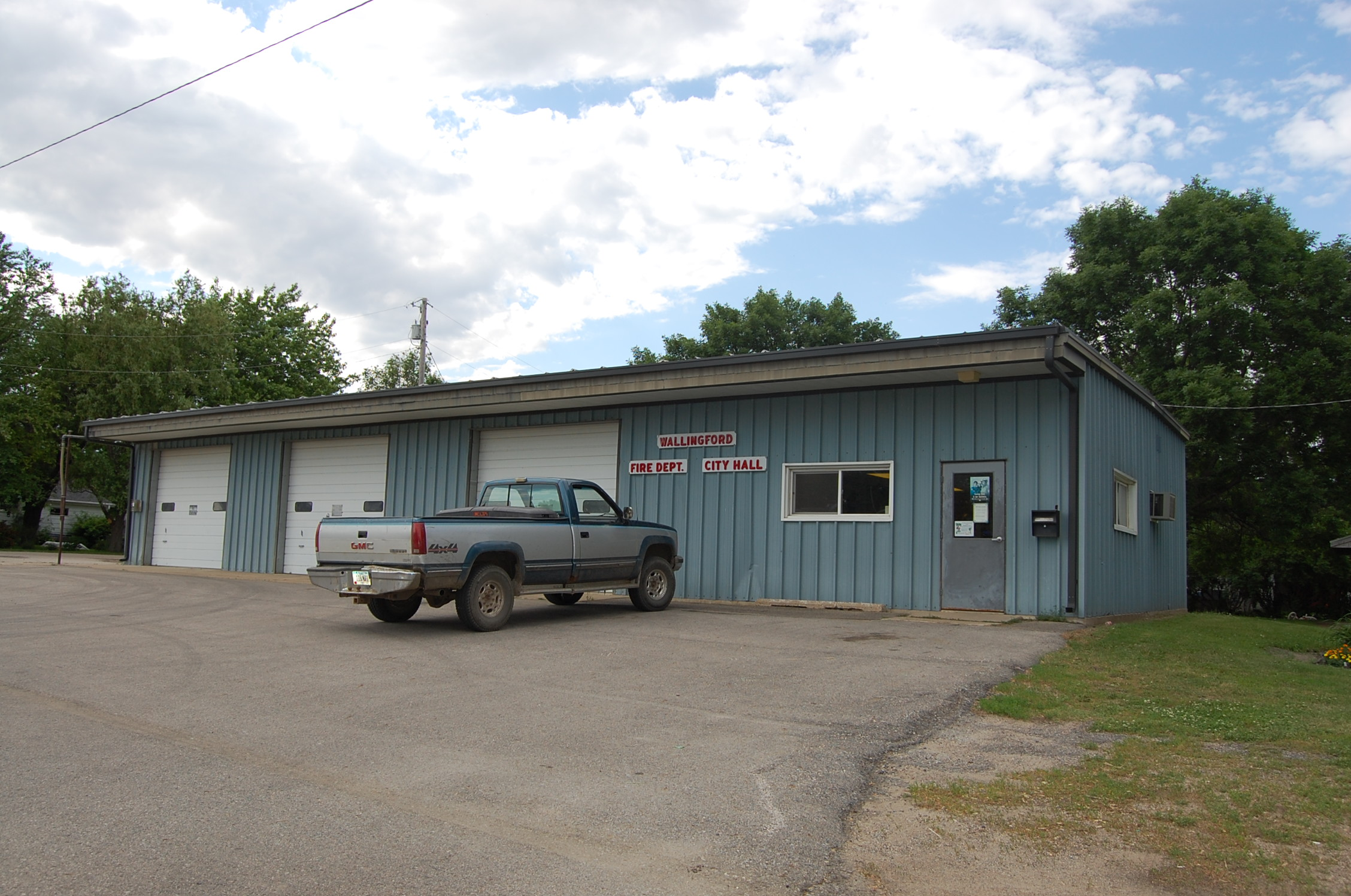